# HD 73072
HD 73072，又名CD-26 6225，SAO 176131、HR 3402，是一颗恒星，视星等为5.96，位于銀經248.82，銀緯8.18，其B1900.0坐标为赤經8h 31m 14.2s，赤緯-26° 8.18′ 55″。